# I Am the Walrus
«I Am the Walrus» –en español: «Yo Soy la Morsa»– es el título de una de las canciones escritas a mediados de 1967 por John Lennon, aunque acreditada a Lennon/McCartney. Lanzada como doble sencillo, junto con «Hello, Goodbye», el 24 de noviembre de ese mismo año e incluida el 27 de noviembre en el álbum Magical Mystery Tour.

I Am the Walrus es también dentro del álbum Magical Mystery Tour una de mis canciones favoritas, no sólo porque la escribí yo, claro, sino porque es una de esas canciones con tantos detalles que incluso dentro de cien años podrían seguir interesándote.
John Lennon, 1974.

El video del tema es completamente psicodélico. En él, los Beatles se disfrazan de animales: John, de morsa; Paul, hipopótamo; George, conejo; y Ringo, pájaro. Los disfraces fueron utilizados para la portada del EP, LP estadounidense y película de Los Beatles "Magical Mystery Tour".

## Origen de la letra
La letra tiene su origen en varios otros temas de los cuales Lennon aún solo tenía completados algunos fragmentos: el primero se le ocurrió cuando, al salir de su residencia en Weybridge, escuchó el sonido de la sirena de un coche de policía. Nada más escucharlo le asoció las palabras: «Mis-ter Ci-ty policeman Sitting» cantadas al ritmo de la sirena. La segunda idea le vino en su jardín en la misma casa, cuando concibió una corta rima sobre él sentado allí; y la tercera consistió en un fragmento sin sentido aunque bastante poético sobre estar sentado sobre una hojuela de maíz.

Basta con que pongas juntas varias imágenes y las unas, y lo llamas poesía. Pero cuando escribí esa canción usé la misma perspectiva que para In His Own Write [libro publicado por Lennon en 1964].
John Lennon, 1980.

Un tiempo después de ocurrírsele estos versos, un alumno del Quarry Bank School —donde Lennon había estudiado en su infancia— le escribió hablándole sobre un profesor de Lengua que les había encargado un trabajo en el cual debían de intentar descifrar los significados ocultos de algunas de las letras de las canciones de The Beatles. El esfuerzo de aquel profesor fascinó a Lennon, el cual, tras escribir una respuesta a dicho alumno —fechada en 1 de septiembre de 1967, y más tarde subastada en Londres en 1992— se decidió a escribir la canción más indescifrable y confusa que se hubiera escrito nunca, con el propósito de volver locos a todos aquellos que se dedicaban a intentar desentrañar los significados ocultos de sus canciones. Así pues, al ir a escribirla tuvo que incluir en ella los tres versos que había dejado enterrados hacía ya un tiempo.

Lo de la «morsa» es como un sueño; las letras no significan casi nada. La gente extrae un montón de conclusiones y es de lo más absurdo.
John Lennon, 1969.

Siempre he sido irónico, todos lo eran. Sólo porque otras personas vean significados de lo que sea... ¿Qué es lo que realmente significa «I am the eggman»? Por lo que a mí respecta, podría haber sido una budinera. No hay que tomárselo todo tan al pie de la letra.
John Lennon, 1980.

En aquella época escribía de forma poco clara, a lo Dylan, nunca decían lo que quería decir sino que daba una impresión sobre algo, que más o menos podía interpretarse. Es un buen juego. Pensé: «Escriben esa mierda pretenciosa y se salen con la suya.» Se ha hablado más de las letras maravillosas de Dylan que de todas las otras letras. De las mías también. Pero eran los intelectuales los que interpretaban a Dylan o The Beatles. Bob Dylan escribía sobre el asesinato como si nada. Pensé: «Yo también sé escribir esa porquería».
John Lennon, 1980.

Para completar el tema que acababa de comenzar a componer, el cual aún no tenía título, John Lennon llamó a su compañero de la infancia, Pete Shotton, para que le recordara la letra de aquella canción que solían cantar cuando eran niños. Shotton le recordó la letra de la canción, la cual decía: «Yellow matter custard, green slop pie; all mixed together with a dead dog’s eye. Slap it on a butty, ten foot thick; then wash it all down with a cup of cold sick». Lennon se quedó con algunas partes de la rima para la nueva canción, a las cuales les añadió las tres rimas que ya tenía diseñadas, con lo que ya tenía gran parte del tema. Una vez que hubo terminado esta parte, Lennon escribió a Shotton: «A ver si esos cabrones resuelven ésta.»
Otro elemento importante en la canción es la mención del «Element’ry penguin singing Hare Krishna». Esto se refería al poeta Allen Ginsberg, personaje el cual tenía el hábito de cantar el mantra Hare Krishna en todos los eventos públicos a los que asistía.

Había visto a otras personas —a quienes les gustaban Bob Dylan y Jesucristo— hablar de los hare krishna. Me refería en concreto a Allen Ginsberg. Las palabras «Element’ry penguin» significan que es bastante ingenuo ir por ahí salmodiando Hare Krishna o de repente creer ciegamente en un ídolo.
John Lennon, 1980.

Las referencias en el estribillo a la «morsa» provenían de un poema de Lewis Carroll, poemas que Lennon siempre había adorado, titulado «La morsa y el carpintero» e incluido en el libro A través del espejo y lo que Alicia encontró allí. Este poema trata en esencia sobre una morsa que deja al carpintero sin ostras, comiéndoselas todas ella y engordando. El problema radica en que Lennon había leído el poema hacía ya mucho tiempo, y no lo había entendido bien o no se acordaba de su contenido, con lo que la letra estaba equivocada; aunque eso ya no importaba.

La idea la saqué de «La Morsa y el Carpintero», de A través del espejo y lo que Alicia encontró allí. A mí me parecía un poema hermoso. Nunca se me ocurrió que Lewis Carroll se refiriera al sistema capitalista. Nunca intenté descifrar el significado, que es lo que hace la gente con la obra de The Beatles. Al cabo de un tiempo volví a leer el poema y me di cuenta de que la Morsa era la mala y el Carpintero el bueno. Pensé: «Oh, mierda, me he equivocado de personaje». Pero entonces no habría sido lo mismo, ¿no? «I am the carpenter...»
John Lennon, 1980.

Vimos la película en Los Ángeles y la Morsa era una capitalista que se comía todas las putas ostras. Siempre me había imaginado a la ostra en el jardín y la idea me gustaba, así que nunca me molesté en comprobar quién era de veras la Morsa. Es una hija de puta, eso es lo que es. Pero por el modo en que está escrito, todos suponen que significa algo. Es decir, hasta yo lo supuse. Todos lo suponíamos porque si yo decía: «I Am the Walrus» entonces tenía que significar: «Soy Dios», o algo por el estilo. Sólo es poesía, pero para mí se convirtió en algo simbólico.
John Lennon, 1970.

Los versos con los que comienza corresponden a las ideas de Lennon acerca del concepto de «la unidad», aunque esto por supuesto y como todos los elementos del tema, no tenía demasiado que ver con el resto de componentes.
A lo largo del tema se encuentra además una referencia a una canción publicada por The Beatles unos meses atrás: «Lucy in the Sky with Diamonds». El «Hombre Huevo» fue inspirado por Eric Burdon miembro de The Animals.
La canción contiene además una exclamación algo inusual que se repite cada vez que se dice «I Am the Walrus»: «Goo goo g’joob». Existen varias hipótesis —insatisfactorias por otra parte— acerca del origen y significado de estas sílabas; la novela de James Joyce, Finnegans Wake, contiene las sílabas: «Goo goo goosth» hacia el encabezamiento de la página quinientos cincuenta y siete, donde se dice:
Downand she went on her knees to blessersef that were knogging together like milk-juggles as if it was the wrake of the hapspurus or old Kong Gander O’Toole of the Mountains or his googoo goosth she seein, sliving off over the sawdust lobby out of the backroom, wan ter, that was everywans in turruns, in his honeymoon trim, holding up his fingerhals, with the clookey in his fisstball...
No es del todo claro que la fuente sea Joyce, o lo que querría decir si esa fuera la fuente; otras teorías apuntan a que el «Goo goo g’joob» es una imitación del sonido que producen las morsas.
A lo largo de toda la canción se suceden, además, palabras inventadas por el propio Lennon, sin sentido alguno pero de gran plasticidad a la hora de combinarlas y formar versos. Algunas de estas extrañas palabras son «grabalocker» o «texpert», las cuales completan la letra de «I Am the Walrus».

## Grabación
Si bien la historia de la letra de la canción ha ocupado ya de por sí varios largos párrafos, su increíble música no puede ser menos. Este tema es un prodigio de la canción, ya que, a pesar de su enorme complejidad, fue grabado en solo cuatro pistas, cuando ahora suelen usarse hasta treinta y dos. En un principio, y una vez que la letra estuvo terminada, se grabó en una única pista con tan solo un piano eléctrico y una pandereta —esta toma puede escucharse en el segundo disco del Anthology 2. Esta primera versión no capturaba realmente la esencia psicodélica, extravagante y onírica de la canción, la cual debía permitir ver a «sardinas de sémola escalando la torre Eiffel» y al «bufón riéndose de vosotros.» Esto se solucionó gracias a otro genio, George Martin, el cual compuso específicamente para la canción una partitura para dieciséis instrumentos de orquesta —ocho violines, cuatro violonchelos, tres trompas y un clarinete—, que encajó a la perfección en el tema. El marco perfecto para la sublime, escalofriante voz de Lennon son los coros de nada menos que dieciséis personas, consistentes simplemente en: «Uaaahhs» y risas, que a su vez fueron también cuidadosamente orquestadas por Martin.
Ahora bien, John aún no había terminado con esto totalmente su canción, de la cual ya esperaba que fuera realmente especial. Para dar el cierre final, Lennon conectó directamente una radio AM para que se mezclara con la música la radio, con el programa que entonces se estaba emitiendo: La Tragedia del Rey Lear, de William Shakespeare, la cual era el tercer programa del día en la BBC y en esos momentos estaba en el Acto IV, Escena VI. Los fragmentos que pueden distinguirse en los estribillos que se repiten al final son: «Now, good sir, [what are you?]» y: «[A most poor man] made tame by fortune’s [blows].» Ya casi al acabar la canción un fragmento largo completo fue mezclado y puede oírse, aunque intervalos, el siguiente texto:
—Take my purse:
if ever thou will thrive, bury my body,
and give the letters which thou find’st about me
to Edmund Earl of Gloster; seek him out
upon the British party. —Oh untimely death.
—I know thee well: a serviceable villain:
as duteous to the vices of my mistress,
as badness would desire.
—What, is he dead?
—Sit you down, father; rest you.
Traducción:
—Toma mi bolsa:
y si tienes corazón, entierra mi cuerpo,
y entrega las cartas que llevaba
a las manos de Edmund Earl de Gloster; búscalo
en la fiesta británica. —Oh muerte inoportuna.
—Te reconozco: un villano servicial:
como un oficioso agente de tu señora,
tan malvado como podrías desear.
—¿Qué, está muerto?
—Sentaos, padre; descansad.
Con esta última frase la canción concluye tras un monumental crescendo mezclado además con fragmentos de canciones de anuncios, como: «Oompah, oompah, everybody’s got one» [o según algunos: "Everybody smokes pot"] y otras por el estilo.

Había incluso fragmentos de la BBC en directo. Estaban recitando a Shakespeare o algo e incluí en la canción lo que decían en ese momento en la radio.
John Lennon, 1980.

¿Sabes lo que dicen justo al final de la canción? «Everybody’s got one, everybody’s got one». Hicimos unas seis mezclas y yo usaba cualquier cosa. Nunca supe que se trataba del Rey Lear hasta que alguien me lo dijo, varios años después; yo apenas entendía lo que decía el de la radio. Era interesante mezclar la canción con los fragmentos en directo de la radio. Así que ése es el secreto de la canción.
John Lennon, 1974.

En un principio la canción se publicó como cara B del sencillo «Hello, Goodbye» en el Reino Unido el 24 de noviembre de 1967. Un poco más tarde apareció la película de The Beatles Magical Mystery Tour, en la cual aparecía la onírica escena correspondiente a la canción, y en cuya banda sonora, publicada el 8 de diciembre de 1967, se incluía ésta.

Creo que todos pensábamos que Magical Mystery Tour estaba bien. No era lo mejor que habíamos hecho, pero la defiendo en el sentido de que, por ejemplo, contiene la única actuación en vivo de «I Am the Walrus». Es la única vez que la tocamos en vivo.
Paul McCartney, 1995.

Después de comercializarse y durante algún tiempo, la canción estuvo censurada en el Reino Unido por mencionar en su letra la palabra «knickers» (‘bragas’).

No se debe olvidar que nuestras primeras canciones eran de amor: «Love Me Do», «I Want to Hold Your Hand», «Please Please Me», etc., y de repente hacemos «I Am the Walrus» con versos como: «You let your knickers down» («Te dejaste bajar las bragas»).
Ringo Starr, 1995.

Por un motivo u otro, la BBC prohibía todas mis malditas canciones. En una ocasión incluso prohibieron «Walrus», porque decía: «Knickers».
John Lennon, 1980.

Elegimos la palabra «knickers» porque me ponía mazo. Es musical y fluida. Alguien escuchó que Joyce Grenfell dijo ayer algo sobre: «Pull your knickers down» («Bájate las bragas»). Así que entérate, sir Henry Fielding, o quienquiera que lleve la BBC.
John Lennon, 1967.

A partir de su publicación, los mismos The Beatles se refirieron a ella en diversas canciones posteriores: en 1968, no más de un año después de que apareciera, se convirtió en una de las cinco canciones aludidas en «Glass Onion», la canción del álbum The Beatles, en la cual se burlaban de los analizadores de sus letras jugando con los significados de varias de sus canciones —concretamente, «Strawberry Fields Forever», «I Am the Walrus», «Lady Madonna», «The Fool on the Hill» y «Fixing a Hole». En ella dice: «Here’s another clue for you all: the Walrus was Paul.» (En español: Aquí hay otra pista para todos ustedes: la morsa era Paul) Acerca de esto último, Lennon declaró en 1980 a la revista Playboy lo siguiente:

Lancé esa frase —«La morsa era Paul»— sólo para confundir a todos un poco más. Y pensé: «La morsa» se convirtió en mí, queriendo decir: «Yo soy él» Pero no quise decir eso con esta canción.
John Lennon

Paul McCartney también respondió acerca de estos versos en una entrevista concedida para formar parte de un documental acerca de The Beatles en 1981 (ya un año después de la muerte de Lennon):

John dejó salir una frase: «La morsa era Paul» y se nos ocurrió decirle: «Sí, hagamos eso», porque todos iban a leerlo y volverse locos porque todos ellos creían que John era la morsa.
Paul McCartney

En el magnífico álbum que Lennon publicó en 1970 como su primer trabajo «serio» como solista —anteriormente había publicado tres álbumes experimentales—, John Lennon/Plastic Ono Band, John canta —concretamente en la décima canción, «God»—: «I was the Walrus, but now I’m John.» (En español: Yo era la morsa, pero ahora soy John).

## Personal
- John Lennon voz principal y piano eléctrico (Wurlitzer).
- Paul McCartney - bajo (Rickenbacker 4001s), pandereta, radio y coros.
- George Harrison - guitarra eléctrica (Fender Stratocaster "Rocky").
- Ringo Starr - batería (Ludwig Super Classic).
- Sidney Sax, Jack Rothstein, Ralph Elman, Andrew McGee, Jack Greene, Louis Stevens, John Jezzard y Jack Richards - violines.
- Lionel Ross, Eldon Fox, Bram Martin y Terry Weil - chelos.
- Gordon Lewins - clarinete.
- Neil Sanders, Tony Tunstall y Morris Miller - trompas.
- Mike Sammes singers - Peggy Allen, Wendy Horan, Pat Whitmore, Jil Utting, June Day, Sylvia King, Irene King, G. Mallen, Fred Lucas, Mike Redway, John O'Neill, F. Dachtler, Allan Grant, D. Griffiths, J Smith y J. Frase - coros.

## Versiones
- Muchos años más tarde, The Rutles, grupo parodia de The Beatles, publicaron su particular versión de la canción bajo el título de «Piggy in the Middle».
- La banda de Danny Elfman, Oingo Boingo, incluyó una interpretación de la canción en Boingo, el último álbum de la banda. La experimentación con diferentes estilos musicales, utilización de samples para canciones conceptuales (como "Change", la última pista del disco), la estética circense del álbum, y la inclusión del cover "I Am the Walrus" implican la gran influencia que tuvo la era experimental de los Beatles sobre la banda.
- El grupo de rock de Mánchester Oasis, utilizó esta canción para finalizar casi todos sus conciertos entre 1994 y 2009, en 1998 su álbum The Masterplan publicó una versión en vivo del tema.
- También hay una versión registrada por Jim Carrey, incluida en el álbum In My Life de George Martin.
- Hay una versión interpretada por Bono (vocalista de U2) para la película Across the Universe.
- El 12 de agosto de 2012, Russell Brand interpretó una versión de «I Am the Walrus» en la ceremonia de clausura de los Juegos Olímpicos Londres 2012.
- El músico argentino Pedro Aznar interpreta a menudo la canción en sus conciertos. Una de sus interpretaciones fue incluida en su álbum Mil Noches y un instante.

## Posición en las listas
| Año  | País           | Lista             | Posición | Semanas N.º 1 | Semanas en lista |
| ---- | -------------- | ----------------- | -------- | ------------- | ---------------- |
| 1967 | Estados Unidos | Billboard Hot 100 | 56       | —             | 4                |
| 1967 | Estados Unidos | Record World      | 46       | —             |                  |
| 1967 | Estados Unidos | Cash Box          | 46       | —             |                  |